# Stainz
Stainz – gmina targowa w Austrii, w kraju związkowym Styria, w powiecie Deutschlandsberg. Liczy 8590 mieszkańców (1 stycznia 2016).